# António Lagarto
António Manuel Ferreira Lagarto GOIH  (5 de fevereiro de 1948) é um cenógrafo, figurinista e artista plástico português. É mestre pelo Royal College of Art (reconhecido pela Universidade de Coimbra),

## Biografia
Formado em Londres pelo Royal College of Art e St. Martin’s School of Art, tem vivido entre Londres, Paris e Lisboa. Foi Presidente da Escola Superior de Teatro e Cinema (2012-2015). Foi Membro do Conselho Diretivo do Centro Cultural de Belém (2012-2015), sob a presidência de Vasco de Graça Moura. Foi  diretor (2005 e 2006) e subdiretor (1989-1993) do Teatro Nacional D. Maria II. Foi também diretor (1991-1995) do Festival Internacional de Teatro - FIT, (Lisboa).
Iniciou a sua carreira em performance art e realização de environment/installations, abordando mais tarde a cenografia como forma de expressão artística.
Recebeu vários prémios nacionais, dos quais se destacam o Se7e de Ouro 1989, os Garrett 1989 e 1987 e o da Associação Portuguesa de Críticos de Teatro 1987. Expôs no MUDE, Museu de Serralves, na Galeria Luís Serpa, no Festival de Almada, na Art Net Gallery (Londres), entre outras, e esteve representado na (P)Portugal 1990/2004, Arquitectura e Design, no Palazzo della Triennale, Milão.
Tem criado cenografias e figurinos para encenações de Ricardo Pais, Jorge Lavelli, Alain Ollivier, Fernanda Lapa, Luca Aprea, Maria Emília Correia, Cornélia Géiser, Jenny Killick, João Grosso, Nuno Carinhas e Cândida Vieira, e coreografias de Robert Cohan, John Cranko, Jorge Garcia, Mehmet Balkan, Ted Brandsen, Paulo Ribeiro, Olga Roriz e Vasco Wellenkamp.
As suas cenografias e figurinos têm sido apresentadas nos Teatros Nacionais de São Carlos, D. Maria II e S. João, pela Companhia Nacional de Bailado e no Ballet Gulbenkian e ainda nas Óperas de Paris e de Turim, no Sadler's Wells e outros teatros no Reino Unido, França, Suíça, Madrid, São Paulo, assim como no Festival de Banguecoque.
Alguns dos seus projetos cenográficos mais emblemáticos foram para Fausto, Fernando, Fragmentos, de Fernando Pessoa, no Teatro Nacional D. Maria II (1989) e Um Hamlet a mais, de W. Shakespeare (2003), ambos com encenação de Ricardo Pais. Para a Ópera de Paris (1997-98) criou a cenografia de La Veuve Joyeuse, de Franz Lehár, encenação de Jorge Lavelli, com Karita Mattila no personagem principal. Esta última teve uma reposição em 2012.
Em 2005, criou a cenografia e os figurinos para A Mais Velha Profissão, de Paula Vogel, com encenação de Fernanda Lapa (Globo de Ouro 2005 para Melhor Produção), no Teatro Nacional D. Maria II.
Em 2003, criou a cenografia e os figurinos para Castro, de António Ferreira, encenação de Ricardo Pais, com Maria de Medeiros e Isabel de Castro.
Em 2000, criou a cenografia e os figurinos para Madame, de Maria Velho da Costa, encenação de Ricardo Pais, com Eunice Muñoz e Eva Wilma (Teatro Nacional S. João, Teatro Tivoli e SESC Vila Mariana - São Paulo).
Para a Companhia Nacional de Bailado, criou a cenografia e os figurinos para A Bela Adormecida, de Tchaikovsky (1998), (reposições em 2012 e 2015) e Giselle, de Adam (2002), e os figurinos para Romeu e Julieta, de Prokofiev (2001) (reposição em 2011). Em 2006, criou a cenografia e os figurinos para O Lago dos Cisnes, com coreografia de Mehmet Balkan (digressão em 2007 ao Teatro de Madrid e ao Festival de Banguecoque).
Em 2007, criou a cenografia e os figurinos para Sonata de Outono, de Ingmar Bergman, no Teatro S. Luiz (Lisboa), com Fernanda Lapa e Ana Bustorff.
Em 2009, criou as cenografias e figurinos para  Don Giovanni, de W. A. Mozart, encenação de Maria Emília Correia, no Teatro Nacional S. Carlos, Agosto em Osage, de Tracy Letts, encenação de Fernanda Lapa, no Teatro Nacional D. Maria II e o musical A Máquina de Somar, de Joshua Schmidt e Jason Loewith, encenação de Fernanda Lapa, no Teatro da Trindade.
Em 2013, criou as a cenografia e os figurinos para as óperas Into the Little Hill, de George Benjamin (com Hilary Summers e  Hila Plitmann) e Dido and Aeneas, de Henry Purcell, ambas encenadas por Luca Aprea, na Fundação Calouste Gulbenkian.
Em 2014-2015, o MUDE - Museu do Design e da Moda apresentou uma retrospetiva de figurinos de sua autoria - DE MATRIX A BELA ADORMECIDA - curadoria de Bárbara Coutinho e António Lagarto e respetiva edição de livro, em parceria com a Imprensa Nacional Casa da Moeda, Teatro Nacional D. Maria II, Teatro Nacional S. João, OPART - Teatro Nacional S. Carlos e Companhia Nacional de Bailado, Fundação Calouste Gulbenkian, SPA - Sociedade Portuguesa de Autores, Santa Casa da Misericórdia - Lisboa e Casa da Música.
Em 2015, criou a cenografia e os figurinos para Hécuba de Eurípides, no Teatro S. Luiz (Lisboa), encenação de Fernanda Lapa.
A sua última criação, em 2016, foi para a ópera Lindane e Dalmiro, de João Cordeiro da Silva (1735-1808), direção musical de João Paulo Santos, encenação de Luca Aprea, no Teatro Nacional de S. Carlos.
É professor de Design de Cena na Escola Superior de Teatro e Cinema.
A 10 de junho de 2015, foi condecorado com o Grau de Grande Oficial da Ordem do Infante D. Henrique.